# Plangiopsis adeps
Plangiopsis adeps är en insektsart som beskrevs av Karsch 1896. Plangiopsis adeps ingår i släktet Plangiopsis och familjen vårtbitare. Inga underarter finns listade i Catalogue of Life.